# Jorginho do Pandeiro
Jorge José da Silva (Rio de Janeiro, 3 de dezembro de 1930 - Rio de Janeiro, 6 de julho de 2017), mais conhecido pelo pseudônimo Jorginho do Pandeiro, foi um pandeirista brasileiro. Também produziu discos de artistas da música popular brasileira, como Silvio Caldas, Clara Nunes e Elizeth Cardoso, entre outros. Jorginho morreu em 6 de julho de 2017,aos 86 anos vítima de complicação de uma infecção urinaria. Ele integrou o time de músicos das rádios Nacional e Mayrink Veiga. Com o passar dos anos, ele fez parcerias que entraram para história da música brasileira. No currículo, Chico Buarque, Beth Carvalho, Luiz Gonzaga, Paulinho da Viola. Em meio a tantos nomes, um marcou a carreira dele pra sempre: Jacob do Bandolim. Os dois fizeram parte do conjunto Época de Ouro. O grupo continuou, mesmo depois da morte de Jacob do Bandolim, em 1969. Jorginho do Pandeiro também integrou o Regional do Canhoto, considerado um dos melhores regionais de todos os tempos.[carece de fontes?]